# Fiesta Provincial del Bricelet
La Fiesta Provincial del Bricelet es una celebración realizada en la Colonia Belgrano (Provincia de Santa Fe, Argentina) en el fin de semana más cercano al 8 de marzo.

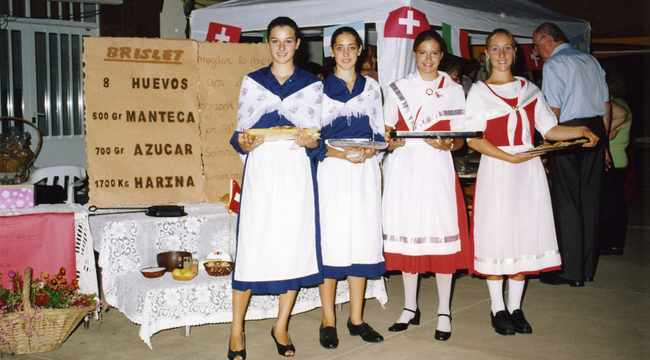
Trajes típicos europeos en la Fiesta del Bricelet en Colonia Belgrano.

Esta fiesta reúne a cerca de 3000 personas que se acercan a la Colonia a difrutar de las exquisitas comidas típicas, como por ejemplo el brislet o bricelet (masita dulce de origen suizo).